# جنبش زیست‌محیطی

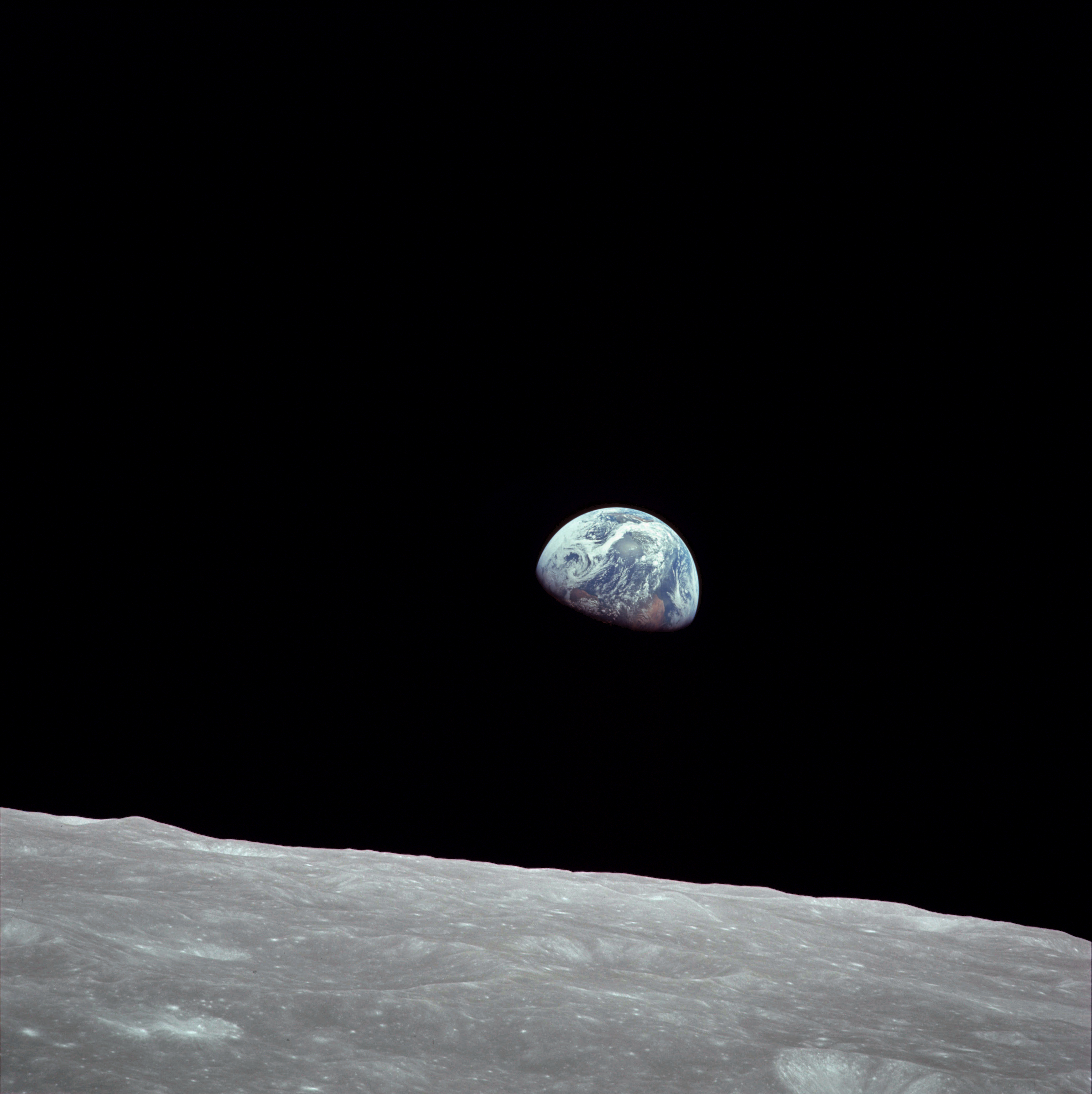
چشم‌انداز طلوع زمین روی ماه، مأموریت آپولو ۸، ۱۹۶۸

جنبش زیست‌محیطی (گاهی به عنوان جنبش بوم‌شناسی شناخته می‌شود)، که شامل حفظ محیط زیست و سیاست‌های سبز می‌باشد؛ عبارتست از جنبه‌های علمی، اجتماعی و سیاسی متنوع برای رسیدگی به مسائل زیست‌محیطی. طرفداران محیط زیست از تغییر در سیاست عمومی و رفتارهای فردی، مدیریت مداوم منابع و نظارت بر محیط زیست حمایت می‌کنند. آنها انسان را به عنوان یک شرکت کننده (عضو) در اکوسیستم (و نه دشمن آن) می‌شناسند و جنبش آنها روی محیط زیست، سلامت و حقوق بشر متمرکز است.

## تاریخچه
علاقه‌های اولیه به محیط زیست در جنبش رمانتیسم، در اوایل قرن نوزدهم مشاهده شد. شاعر ویلیام وردزورث به‌طور گسترده در لیک دیستریکت سفر کرد و نوشت: «هرچیزی که انسان به وسیله چشم آن را درک کند یا با قلبش از آن لذت ببرد در ذیل مالکیت ملی قرار دارد».

## آسیا

### خاورمیانه
جنبش محیط زیستی در کشورهای کمتر توسعه‌یافته نیز با درجات مختلفی از موفقیت درک شده‌است. جهان عرب، از جمله خاورمیانه و شمال آفریقا، سازگاری‌های متفاوتی با جنبش محیط زیست دارند. کشورهای خلیج فارس دارای درآمد بالا بوده و به شدت به منابع انرژی در این منطقه وابسته هستند. اگرچه در جهان عرب منابع طبیعی و نیروی کار به نسبت متنوعی یافت می‌شوند.

### چین
جنبش زیست‌محیطی در چین به واسطه افزایش سازمان‌های غیردولتی محیط زیست و حمایت از سیاست‌های همسو و اتحاد و تظاهرات خود به خودی که اغلب در سطح محلی رخ می‌دهند شناخته می‌شود. تظاهرات زیست‌محیطی در چین به‌طور فراینده‌ای دامنه نگرانی‌های خود را گسترش داده‌اند و خواستار مشارکت گسترده‌تر «به نام مردم» هستند.